# 労働会館前停留場
労働会館前停留場（ろうどうかいかんまえていりゅうじょう）はかつて函館市旭町にあった函館市交通局（現・函館市企業局交通部、函館市電）東雲線
の停留所である。

## 構造
- 2面2線の相対式ホームであった。

## 周辺
- 函館市労働会館
- 函館市役所
- 函館旭町郵便局

## 歴史
- 1947年4月23日 東雲町と旭町の両電停を統合し、「市役所裏」電停として開業[1]。
- 1949年10月 労働会館前に改称[1]。
- 1992年4月1日 東雲線と共に当電停も廃止[1]。

## 隣の停留場
函館市交通局
東雲線（1992年4月1日廃止）
栄町停留場 - 労働会館前停留場 - 松風町停留場